# Siergiej Nowicki
Siergiej Nikołajewicz Nowicki (ros. Сергей Николаевич Новицкий, ur. 16 maja 1981 w Moskwie) – rosyjski łyżwiarz figurowy startujący w konkurencji par tanecznych z Janą Chochłową, z którą zdobył mistrzostwo Europy w 2009 w Helsinkach. Wcześniej para ta zajęła m.in.:
- 12. miejsce na Igrzyskach Olimpijskich w Turynie (2006)
- 4. miejsce na rozegranych w Warszawie Mistrzostwach Europy w Łyżwiarstwie Figurowym w 2007
- brązowy medal Mistrzostw Europy w 2008 w Zagrzebiu.